# ليلة الدخلة (فلم)
ليلة الدخلة هو فيلم مصري من إنتاج سنة 1950.
هذا الفيلم هو آخر فيلم يخرجه المصور مصطفى حسن، وأول فيلم يخرجه بعد فيلم المغني المجهول عام 1946.

## قصة الفيلم
نايلون (حسن فايق) وبلابيعو (إسماعيل ياسين) صديقان يعملان حلاقين في أحد الصالونات، ويقوم أحدهما خطاً بحلاقة شارب أحد الزبائن وهو المعلم خرطوشي (عبد الفتاح القصري)، مما يجعله غاضباً منهما. يلتقي نايلون وبلابيعو بفتاتين جميلتين هما حورية (ماجدة)، وفكرية (سميحة توفيق) فيعجبان بهما، ويرغبان في الزواج منهما فتوافقان، فيقومان بإرسال سيدة لتخطب الفتاتين.
تذهب السيدة إلى مكان إقامة الفتاتين الجميلتين، لكنها تخطئ في العنوان وتخطب لهما فتاتين قبيحتين، والأدهى من ذلك أن أبوهما هو الزبون الذي أخطأ الصديقان في حلق شاربه، رغم أنه ينسى مؤقناً كراهيته لهما لاعتقاده بأنهما يرديدان فعلاً الزواج بابنتيه، لكنه عند اكتشافهما ليلة الدخلة (ليلة الزفاف) أن العروسين ليستا اللتان يحبانهما، بل عروسين أخريين قبيحتين، ومحاولتهما الهرب منهما، يعود أبو الفتاتين لغضبه القديم، ويقوم بملاحقة الصديقين، ويغنيان أثناء هروبهما في مسرح، فيعجب بهما مدير المسرح، ويطلب منهما العمل معه، ويعطيهما مكافأة، فيقومان بإعطاءها لأبي العروسين كمؤخر لهما، ثم يتزوجان الفتاتين الجميلتين.

## روابط خارجية
- مقالات تستعمل روابط فنية بلا صلة مع ويكي بيانات
- ليلة الدخلة على موقع الدهليز
- ليلة الدخلة نسخة محفوظة 16 أغسطس 2021 على موقع واي باك مشين. على موقع كاروهات